# Pitztal
Het Pitztal is een ongeveer 40 km lang zijdal van het Inndal, dat bij Imst afbuigt. Het ligt in het district Imst in de Oostenrijkse deelstaat Tirol. De rivier Pitze, ook wel Pitzbach genoemd, stroomt door het dal.

## Gemeenten
Arzl, Wenns, Jerzens, St. Leonhard (volgorde van noord naar zuid).

## Geografie
Het Pitztal mondt tussen Imst en Roppen, tegenover de berg Tschirgant, uit in het Inndal, dat hier een ongeveer 100 m diepe kloof vormt. De Pitze vormt in zijn lagergelegen verloop een rotsravijn. Het begin van het Pitztal vormt met de plaats Arzl, Wald, Wenns en Jerzens een middelgebergtelandschap. Ten zuiden van Jerzens wordt het dal nauwer en wordt het tot het Innerpitztal, het binnenste Pitztal, gerekend. Het dal ligt ingeklemd tussen de Kaunergrat in het westen en de Geigenkamm in het oosten, twee bergketens die beide tot de Ötztaler Alpen behoren. Het dal loopt hier gelijkmatig op tot aan de voet van de Wildspitze, die tot de Ötztaler Alpen gerekend wordt. Bij Mittelberg splitst het dal zich in het Mittelbergtal en het Taschachtal.

## Geologie
Tot de laatste ijstijd was het begin van het Pitztal een deel van het Inndal. De Inn stroomde vanaf Prutz over de huidige Pillerhoogte verder. Pas na de ijstijd doorbrak de Inn de nauwte van Pontlatz bij Landeck om zo een nieuw stroomgebied te vormen.
Het Pitztal doorsnijdt de bergketen van de Ötztaler Alpen, die grotendeels bestaat uit gneisgesteenten, die bij de vorming van de Alpen uit andere gesteenten werden omgezet. Aan het einde van het dal vormen de Mittelbergferner en de Taschachferner uitgestrekte gletsjervlakten op de Wildspitze.

## Geschiedenis
De naam Pitztal is waarschijnlijk afkomstig van het Latijnse putens, wat bron betekent. Een andere naamsverklaring zou kunnen zijn dat het komt van het Reto-Romaanse begrip Piz, wat hoge bergtop betekent. Het dal werd in 1265 voor het eerst vermeld als Puzzental in de Starkenbergse oorkonde, de oudste Duitstalige oorkonde in Tirools gebied.
In 1992 werd een prehistorisch heiligdom op de Pillerhöhe ontdekt, wat wijst op een vroegere kolonisatie van het Pitztal gedurende de bronstijd. De eerste bekende volksstam waren de Breonen, die tot de Reten worden gerekend. Met de verovering van het Alpengebied door de Romeinen in 15 v.Chr. werd het Pitztal toegevoegd aan de provincie Raetia. De uiteindelijke bevolking van het gebied werd gevormd door de Bajuwaren en wellicht in mindere mate ook de Alemannen, die de toenmalige bevolking rond 600 vergezelden. Vanaf het einde van de 6e eeuw stonden het Inndal en het Pitztal onder heerschappij van het hertogdom Beieren, in de 9e eeuw viel het onder het Frankische Rijk, daarna onder het Heilige Roomse Rijk. Vanaf 1363 viel het Pitztal, samen met de rest van Tirol, onder de heerschappij van het huis Habsburg.
Tussen de 11e en 14e eeuw werd door het platbranden van oerbossen weide- en akkerland geschapen. Grootgrondbezitters van betekenis gedurende de Middeleeuwen waren onder anderen de edelen uit Tarasp in het Zwitserse Unterengadin, het geslacht der Starkenberger en het sticht Stams. Tot de 14e eeuw werden door de feodaalheren in de hogergelegen gebieden tussen 1200 en 2000 m hoogte, die enkel voor veeteelt geschikt waren, meerdere alpenboerderijen gebouwd. Rente moest daarbij in natura worden afbetaald. Later werden de alpenboerderijen omgebouwd tot almhutten. Als gevolg van overerving, waarbij ieder kind een deel van de boerderij erfde, werden de hoven in de loop der eeuwen in zoveel boerderijtjes opgedeeld, dat steeds meer families niet langer konden rondkomen van de boerderij. Vanaf de 17e eeuw werden bewoners gedwongen werk in de directe omgeving te zoeken en in de 19e eeuw gingen veel inwoners als seizoensarbeider in het buitenland in loondienst, met daaronder ook de zogenaamde Zwabenkinderen. De opkomst van het toerisme in de tweede helft van de 19e eeuw zorgde voor een enorme economische prikkel voor het gebied.
In de jaren '30 konden de boeren hun vee nog maar moeilijk afzetten op de markten in Imst en Landeck. Daar kwam nog bij dat de Duitse regering iedere Duitse burger 1000 Rijksmarken liet betalen om Oostenrijk binnen te komen, wat desastreuze gevolgen had voor het toerisme. Vlak na de Duitse bezetting van Oostenrijk (1938) trok de economie licht aan, maar daaraan kwam een einde bij het uitbreken van de Tweede Wereldoorlog. Na de oorlog kwam het toerisme in het Pitztal, in tegenstelling tot andere Tiroolse dalen, niet meteen op gang. De bouw van de Pitztaler Gletscherbahn en de opening van de Pitztalbrug, die werd geopend in 1983 en zorgde voor een betere aansluiting op het Inndal, brachten daarin verandering.

## Economie
De economie in het dal verschilt wezenlijk tussen de verschillende gemeenten. In het meest noordelijke gedeelte, in de gemeenten Arzl en Wenns, treft men met name handwerk-, handels- en dienstverleningsbedrijven aan, terwijl in de gemeenten Jerzens en St. Leonhard het toerisme bloeit. Het Pitztal heeft circa 8000 bedden en gemiddeld 1,2 miljoen overnachtingen per jaar. De Pitztaler Gletscherbahnen zijn de grootste werkgever van de omgeving. Arzl en Wenns zijn op zowel zomer- als wintertoerisme gericht, terwijl Jerzens en St. Leonhard meer gericht zijn op wintertoerisme. Een deel van de bevolking vindt zijn werk in het gebied tussen Imst en Innsbruck.

### Landbouw
De landbouw in het Pitztal is kleinschalig opgezet, waarbij de meeste boeren parttime werken. Een groot gedeelte van deze boeren bedrijft veeteelt, waarbij de laatste tijd met name steeds meer schapen worden gehouden.

## Verkeer
Het Pitztal is door middel van de Inntal Autobahn (A12) en het treinstation Imst-Pitztal aan de Arlbergspoorlijn op het verkeersnet aangesloten. Vanaf hier leidt de Pitztalstraße (L16) over de Pitztalbrücke over de Inn naar Mittelberg, waarbij grote hoogteverschillen tot duizend meter moeten worden overwonnen. Sinds 1982 beschermen meerdere galerijen het verkeer tegen lawines. In Wenns buigt een straat over de Pillerhöhe af richting Fliess en Kaunerberg/Kauns. Vanaf het treinstation Imst-Pitztal bestaat er een busverbinding tot aan Mittelberg.